# Абдулганилов, Магомед Бахмудович
Магомед Бахмудович Абдулганилов (16 января 1977, Дагестанская АССР, РСФСР, СССР) — белорусский самбист и тренер. Заслуженный мастер спорта Республики Беларусь.

## Спортивная карьера
Магомед начинал заниматься спортом с вольной борьбы, в 1994 году стал чемпионом Дагестана. В 1997 году после встречи с заслуженным тренером Республики Беларусь Магомедом Рамазановым Абдулганилов ушёл в самбо и перебрался в Минск. В ноябре 2003 года в Санкт-Петербурге стал бронзовым призёром чемпионата мира. В ноябре 2008 года в Санкт-Петербурге в финале чемпионата мира проиграл Раис Рахматуллину и стал серебряным призёром. После окончания спортивной карьеры проживает и тренирует в Находке (Приморский край) в ЦСБЕ СК «Руслан» по ММА.

## Спортивные результаты
- Чемпионат Европы по самбо 2001 — ;
- Чемпионат Европы по самбо 2002 — ;
- Чемпионат мира по самбо 2002 — ;
- Чемпионат Европы по самбо 2003 — ;
- Чемпионат мира по самбо 2003 — ;
- Чемпионат Европы по самбо 2004 — ;
- Чемпионат Европы по самбо 2005 — ;
- Чемпионат мира по самбо 2005 — ;
- Чемпионат Европы по самбо 2006 — ;
- Чемпионат мира по самбо 2007 — ;
- Чемпионат мира по самбо 2008 — ;
- Чемпионат мира по самбо 2009 — ;
- Чемпионат мира по самбо 2010 — 5
- Чемпионат мира по самбо 2011 — ;
- Чемпионат мира по самбо 2012 — 5
- Чемпионат Европы по самбо 2013 — 5;